# Domsmand
En domsmand er en af to typer lægdommere (den anden er en nævning), som medvirker ved straffesager når tiltalte nægter sig skyldig og hvis straffen kan resultere i mere end bøde; altså fængsel i op til 4 år.
I domsmandssager ved byretten medvirker to domsmænd og en juridisk dommer og i sager der ankes til landsretten medvirker tre domsmænd og tre landsdommere. Formålet med lægdommere er at embedsmænd ikke skal få for stor magt og at enhver borger med en almindelig juridisk sans skal kunne vurdere i straffesager samt for at lade den almindelige retsfølelse få indflydelse på retten. Domsmandsordningen blev i det egentlige Danmark indført den 1. juli 1937. Den er aldrig indført på Færøerne der kun har nævninger. Grønland har sin egen domsmandsordning, hvor de også medvirker i civile sager.
Domsmænd medvirker i straffesager, hvor der bliver spørgsmål om højere straf end bøde, eller som i øvrigt skønnes at være af særlig indgribende betydning for tiltalte eller af særlig offentlig interesse. Domsmænd medvirker ikke når sagen fremmes som en tilståelsessag. Domsmænd medvirker ikke i nævningesager hvilket omfatter sager hvor der er spørgsmål om fængsel i 4 år eller længere, institutionsanbringelse eller forvaring samt sager vedrørende politiske lovovertrædelser. Tiltalte kan dog vælge at sagen skal behandles med domsmænd i stedet for nævninger. Sager om overtrædelse af straffelovens §§ 172 (dokumentfalsk), 173, 191 (narkohandel), 286 (tyveri, mandatsvig eller afpresning af særligt grov beskaffenhed), 289 (skattesvig af særligt grov karakter) eller 290 (hæleri af særligt grov beskaffenhed) behandles af domsmænd selvom strafferammen er over 4 år. Domsmænd medvirker heller ikke i sager hvor fagkundskab til søforhold skønnes at være af betydning, i disse sager medvirker i stedet nogen særlige sagkyndige dommere. Endelig medvirker de ikke i private straffesager. I landsretten medvirker domsmænd endvidere i ankesager hvor nævninger har medvirket i første instans men hvor anken ikke omfatter skyldsspørgsmålet.
Domsmænd deltager udover i straffesager også i erstatningssager efter retsplejelovens kapitel 93 a om erstatning i anledning af strafferetlig forfølgning. Disse sager kan omfatter bl.a. erstatning for ulovlig anholdelse eller varetægtsfængsling for en anklage man er blevet frifundet for. Erstatningssager i forbindelse med administrativ frihedsberøvelse, også den der foretages af politiet og ofte kaldes præventiv anholdelse, hører derimod under den særlige procedure for disse sager.
I byretten, hvor alle straffesager behandles i første instans, medvirker som hovedregel 1 (juridisk) dommer og 2 domsmænd i domsmandsager. Byrettens præsident, for Retten på Bornholms vedkommende dog Østre Landsrets præsident, kan beslutte at domsmandsretten i en sag der handler om kompliceret økonomisk kriminaliltet skal bestå af 2 juridiske dommere og tre domsmænd. I landsretten der behandler ankesager fra byretten medvirker tre landsdommere og tre domsmænd. I både byretten og landsretten kan rettens præsident, for Retten på Bornholms vedkommende dog Østre Landsrets præsident, i længerevarende sager beslutte at suppleanter for dommere eller domsmænd skal overvære retssagen og tiltræde retten i tilfælde af at et medlem får forfald. Suppleanter deltager ikke i rådslagningen eller voteringen men retsformanden kan give dem lov til at overvære.
Domsmandsretten træffer afgørelse med simpelt flertal om de fleste spørgsmål men en række spørgsmål er overladt til de juridiske dommere eller retsformanden. Er der stemmelighed om et spørgsmål, hvilket der særligt kan være i landsretten, gælder det for tiltalte gunstigste resultat, er der uenighed om hvad det gunstigste resultat er stemmes der selvstændigt om dette og står stemmerne også lige i denne afstemning er retsformandens stemme udslagsgivende. Blandt spørgsmål som er overladt til retsformanden eller de juridiske dommere er spørgsmål om honorar til forsvarer, anmodninger efter domsafsigelsen om fortsat varetægtsfængsling under anke eller indtil afsoning.
Selve hovedforhandlingen foregår i det væsentlige den samme som ved nævningesager. En væsentlig forskel er som nævnt at domsmænd som udgangspunkt deltager i rettens afgørelser mens nævninger alene afgør skylds og sanktionsspørgsmålene. En anden forskel er at sagen som udgangspunkt ikke er delt i en skyldsfase og en strafudmålingsfase, retten kan dog bestemme at udskyde straffastsættelsen. Ved anklagerens og forsvarerens procedure tiltales retten som "Høje domsmandsret".
Efter hovedforhandlingen trækker retten sig tilbage for at votere. Formelt foregår voteringen i to faser, rådslagning og afstemning hvor domsmændene voterer først, yngre forud for ældre. I praksis foregår voteringen oftest som en mere uformel drøftelse. Først afgøres skyldsspørgsmålet og herefter sanktionsspørgsmålet. Efter voteringen afsiger retsformanden dommen; han starter med resultatet, eksempelvis "Thi kendes for ret: tiltalte frifindes", efterfulgt af et referat af rettens begrundelse. Har der været uenighed om en afgørelse oplyses det sammen med stemmetallene men ikke hvem der har stemt hvad, dog oplyses det i byretten hvis den juridiske dommer har villet frifinde og de to domsmænd for at dømme.
I det egentlige Danmark udnævnes lægdommere for hver enkelt retskreds og landsretsnævningekreds af landsretspræsidenten ud fra grundlister indsendt af kommunalbestyrelserne indenfor den enkelte retskreds eller landsretsnævningekreds. De udpeges for fire år ad gangen og der søges at udpeges så mange at hver lægdommer kommer til at medvirke i fire sager årligt. Det er de samme lægdommere der fungerer som domsmænd og nævninger.
På Grønland vælges domsmændene ved kredsretterne af kommunalbestyrelserne efter indstilling fra Retten i Grønland og domsmændene ved Retten i Grønland og Grønlands Landsret vælges af Grønlands Landsting efter indstilling fra henholdsvis dommeren ved Retten i Grønland og landsdommeren.

## Lovhjemmel
Lægdommere har hjemmel i Grundloven § 65, stk. 2.

## Ekstern kilde/henvisning
- Domsmandssager Arkiveret 27. november 2007 hos  Wayback Machine på domstol.dk